# Падовано, Микеле
Микеле Падовано (итал. Michele Padovano; род. 28 августа 1966, Турин) — итальянский футболист, нападающий.

## Карьера
Падовано начал свою профессиональную карьеру в «Асти» в Серии C2. Позже по сезону играл в «Пиза», «Наполи» и «Дженоа». Затем он подписал контракт с «Реджана», где своим выступлением привлёк внимание тренера «Ювентус» Марчелло Липпи, который подписал его летом 1995 года. В туринском клубе он выиграл Лигу чемпионов в 1996 году и сыграл свой единственный матч за национальную сборную Италии, которую тренировал тогда Чезаре Мальдини, против Молдовы (3:0). Тогда он на 68-й минуте заменил Кристиана Вьери.
Позже Микеле был помещен в резерв «Ювентуса». После тяжёлой травмы колена туринский клуб продал его в английский «Кристал Пэлас» в ноябре 1997 года за 1,7 миллиона фунтов стерлингов. Однако Падовано адаптироваться к Премьер-лиге помешали травмы и плохая форма. В двенадцати матчах забил только один раз, против «Лестер Сити». После чего он был продан во французский «Мец», но и там как и в Англии не смог произвести впечатление в течение нескольких месяцев.
Падовано закончил свою карьеру в клубе «Комо» в 2001 году.

## Достижения

### «Ювентус»
- Чемпион Италии: 1997
- Обладатель Лиги чемпионов 1996
- Обладатель Межконтинентального кубка: 1996
- Обладатель Суперкубка Италии: 1995 И 1997
- Обладатель Суперкубка УЕФА: 1996

### «Козенца»
- Чемпион Серии C1: 1988

### «Комо»
- Чемпион Серии С1: 2001

## Личная жизнь
В мае 2006 года Падовано был арестован итальянской полицией в Милане в обвинении о его причастности к трафику лёгких наркотиков (марихуана, гашиш). Позже он был приговорен к 8 годам и 8 месяцам тюрьмы.